# Palamuse
Palamuse (em estoniano:  Palamuse vald) é um município rural estoniano localizado na região de Jõgevamaa.